# Constel·lació del Peix Austral
El Peix Austral (Piscis Austrinus) és una de les 48 constel·lacions ptolemaiques, i també una de les 88 constel·lacions modernes.

## Història
Sembla que la constel·lació de Piscis Austrinus era ja coneguda amb un nom similar a l'antic Egipte; és, doncs, una constel·lació esmentada per Claudi Ptolemeu al seu Almagest. Originalment, Piscis Austrinus hauria estat l'única constel·lació que es creia que simbolitzava un peix, Piscis hauria esdevingut el símbol d'un peix més tard. També pot tenir origen amb la constel·lació babilònica coneguda simplement com el Peix (MUL.KU). El professor d'astronomia Bradley Schaefer ha proposat que els antics observadors havien de ser capaços de veure fins al sud de Mu Piscis Austrini per definir un patró que semblava un peix. Juntament amb l'àliga Aquila el corb Corvus i la serp d'aigua Hydra, Piscis Austrinus va ser introduït pels antics grecs al voltant de l'any 500 aC; les constel·lacions marcaven l'estiu i el solstici d'hivern, respectivament.
En la mitologia grega, aquesta constel·lació és coneguda com el Gran Peix i se la representa empassant l'aigua que aboca Aquarius, la constel·lació portadora d'aigua. Es diu que els dos peixos de la constel·lació de Peixos són els fills del Gran Peix. En la mitologia egípcia, aquest peix va salvar la vida de la deessa egípcia Isis, per la qual cosa ella va col·locar a aquest peix i als seus descendents en el cel com a constel·lacions d'estrelles. Al segle v, l'historiador grec Ctèsies va escriure que es deia que el peix vivia en un llac prop de Bambyce a Síria i que havia salvat a Dèrceto, filla d'Afrodita, i per aquest fet va ser col·locat al cel. Per aquesta raó, el peix era sagrat i no el menjaven gaires sirians.

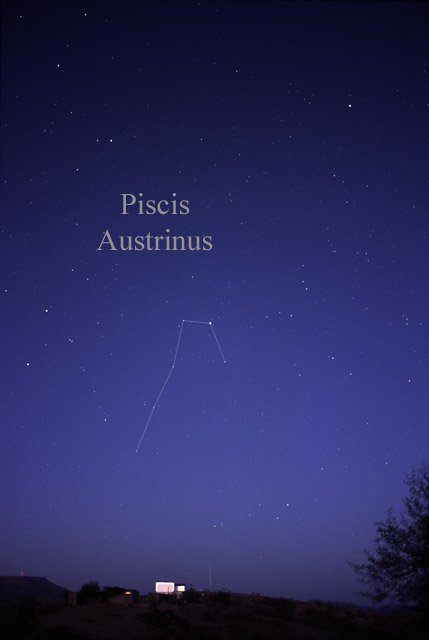
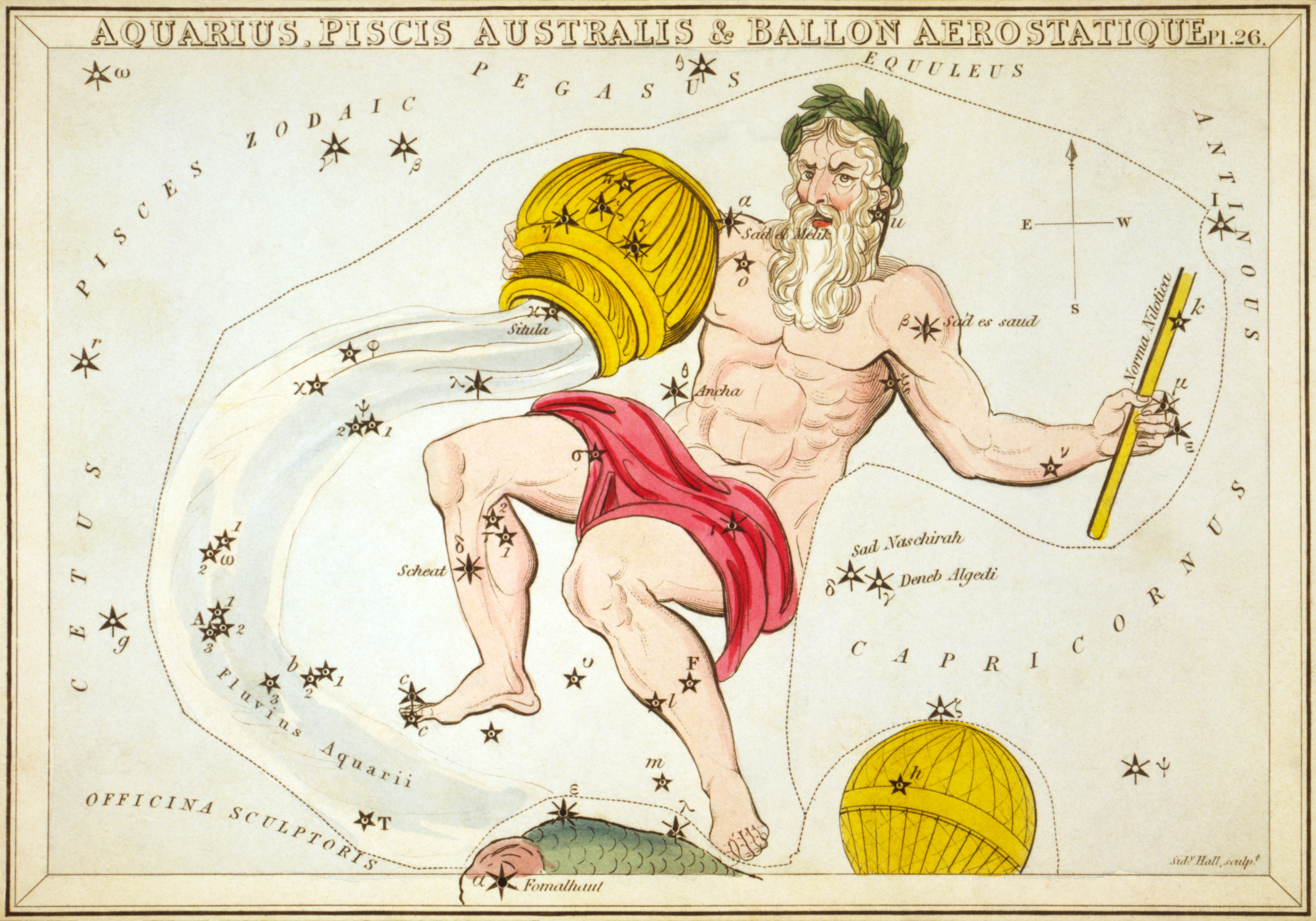

## Característiques destacables

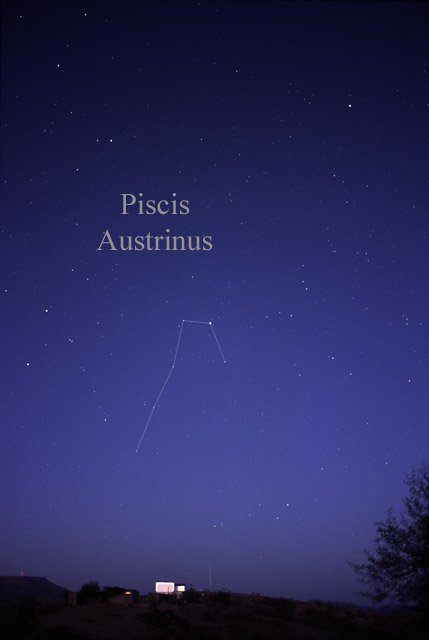
Constel·lació de Piscis Austrinus

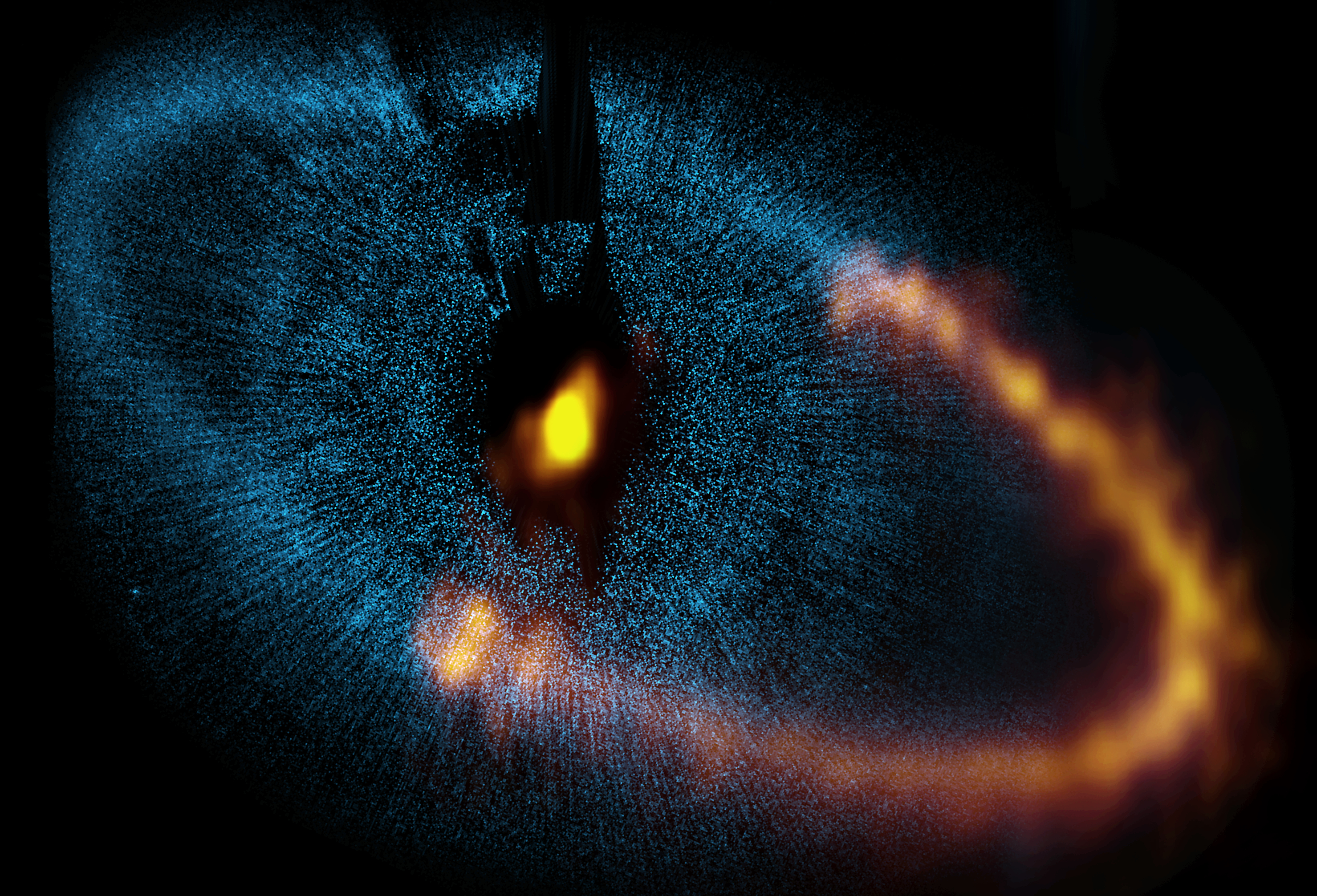
Imatge del disc de restes al voltant de Fomalhaut obtinguda per l'ALMA

Fomalhaut, la principal estrella de la constel·lació, és una estrella blanca de la seqüència principal de tipus espectral A4V que es troba a 25,1 anys llum de la Terra.
La seva massa és 2,3 vegades més gran que la del Sol i brilla amb una lluminositat 17,7 vegades més gran que la lluminositat solar.
És una estrella múltiple associada a TW Piscis Austrini —nana taronja i variable BY Draconis— i LP 876-10.
El 2008 es va anunciar el descobriment d'un planeta. —denominat Dagon— al voltant de Fomalhaut i es va confirmar la seva presència per observacions a l'espectre visible; tanmateix, estudis posteriors han posat en dubte l'existència d'aquest exoplaneta.
Una mica més calenta i lluminosa, β Piscis Austrini té tipus espectral A1V i la seva lluminositat duplica la de Fomalhaut, si bé és a una distància de 143 anys llum de la Terra.
De semblants característiques són γ Piscis Austrini —de tipus A0V i 81 vegades més lluminosa que el Sol— i μ Piscis Austrini —de tipus A1.5Vn—.
La segona estrella més brillant a la constel·lació és ε Piscis Austrini. És una estrella blanc-blava de tipus B8Ve que rota a gran velocidad (216 km/s). Com a conseqüència d'això és una estrella Be amb un disc equatorial calent.
δ Piscis Austrini, tercera estrella més brillant de Piscis Austrinus, és una gegant groga de tipus G8III molt semblant a Capella A (α Aurigae) o Vindemiatrix (ε Virginis).
Una altra estrella d'interès és Lacaille 9352, una nana vermella de tipus espectral M1.5V situada a menys d'11 anys llum del sistema solar. Amb tot just una mica més del 1 % de la lluminositat solar, la seva metal·licitat és un 60 % de la que té el Sol ([Fe/H] = -0,22).
Al juny de 2019 es va informar de la presència de dos exoplanetes confirmats en òrbita al voltant d'aquesta estrella, que per la seva massa serien de tipus «superterra».
HD 216770 és una nana groga de tipus G9V d'elevada metal·licitat on s'ha descobert un planeta el període orbital del qual és de 118 dies.
També Sāmaya, nom oficial de HD 205739, és una estrella de tipus F7V amb un planeta similar a Júpiter.
Entre les variables de la constel·lació està V Piscis Austrini, estrella de la branca asimptòtica gegant i variable semiregular de tipus SRb. Distant 900 anys llum, té una mida 380 vegades més gran que el del Sol.
En aquesta constel·lació es localitza NGC 7314, galàxia espiral distant 54,6 milions d'anys llum; alberga un nucli galàctic actiu (AGN), font emissora de raigs X que varia significativament en escales de temps de minuts o hores.
Així mateix, en Piscis Austrinus es localitza l'objecte BL Lacertae PKS 2155-304, un dels blàzars més brillants del firmament.

## Fomalhaut (α Piscis Austrini)
Fomalhaut (α PsA) — «boca del Peix» en àrab — és l'estrella més brillant de la constel·lació. Amb una magnitud aparent d'1,17, és també la 17a estrella més brillant del cel.
Fomalhaut és una estrella blanca relativament pròxima (24 anys llum, envoltada per un disc immens de pols que s'estén quatre vegades la distància del Sol a Plutó.

## Altres estrelles
Les altres estrelles de la constel·lació són totes considerablement menys brillants que Formalhaut. La segona estrella, ε Piscis Austrini, és tot just de la magnitud 4,18.

## Taula de les estrelles de Piscis Austrinus
| Estrella          | Magnitud aparent | Magnitud absoluta | Distància (anys llum) | Tipus espectral |
| ----------------- | ---------------- | ----------------- | --------------------- | --------------- |
| Fomalhaut (α PsA) | 1,17             | 1,74              | 25                    | A3V             |
| ε PsA             | 4,18             | -2,61             | 745                   | B8V             |
| Aboras (δ PsA)    | 4,20             | 0,61              | 170                   | G8III           |
| β PsA             | 4,29             | 1,00              | 148                   | A0V             |
| ι PsA             | 4,35             | 0,36              | 205                   | A0V             |
| γ PsA             | 4,46             | 0,29              | 222                   | A0III*          |
| μ PsA             | 4,50             | 1,49              | 130                   | A2V             |
| τ PsA             | 4,94             | 3,58              | 61                    | F6V             |
| υ PsA             | 4,99             | -1,06             | 528                   | M1III           |
| θ PsA             | 5,02             | -0,06             | 339                   | A2V             |
| π PsA             | 5,12             | 2,84              | 93                    | F0V+F3V         |
| HR 8444           | 5,37             | 1,30              | 213                   | A5V             |
| η PsA             | 5,43             | -2,03             | 1013                  | B8V             |
| λ PsA             | 5,45             | -0,51             | 508                   | B8III           |

NotaEls valors numèrics provenen de les dades mesurades pel satèl·lit Hipparcos

## Objectes celestes
La constel·lació de Piscis Austrinus conté pocs objectes notables, si bé es poden esmentar la radiogalàxia IC 1549, la galàxia espiral NGC 7314 i la galàxia barrada NGC 660.

## Mitologia
Es pensa que originalment, Piscis Austrinus (el Peix del sud) va ser l'única constel·lació amb forma de peix, Piscis va ser considerada amb forma de peix posteriorment, i que corresponia a Piscis Borealis (el Peix del nord).
Sobre el catasterisme del Gran Peix, l'astrònom grec Eratòstenes ens explica que s'empassa l'aigua que aboca l'Aquari. Segons declara Ctèsies, s'explica la història que aquest es trobava abans en certa llacuna per la part de Bambyce. En caure-hi de nit Dèrceto, a la qual donen el nom de deessa Síria els habitants d'aquells llocs, es creu que ho van salvar; també afirmen que són fills seus els dos Peixos. A tots aquests se'ls va honrar i se'ls va situar entre els astres en atenció a Dèrceto, que era filla d'Afrodita. Els habitants d'aquell país fabriquen peixos d'or i plata i, com si fossin sagrats, els rendeixen honors, complits pel que va esdevenir. Una altra versió, parlant sobre el Peix del sud, diu que quan Isis estava de part, es creu que ell la va salvar, i com a recompensa per aquesta bondat, va col·locar el peix i la seva cria entre les estrelles (és a dir, els Peixos). Com a resultat, els sirians generalment no mengen peix, i els adoren com a déus domèstics.